# Hydrocanthus pederzanii
Hydrocanthus pederzanii là một loài bọ cánh cứng trong họ Noteridae. Loài này được Toledo & Hendrich miêu tả khoa học đầu tiên năm 2006.